# 736
| 736                |
| ------------------ |
| Dødsfald - Fødsler |
|                    |

| Gregoriansk kalender | 736 DCCXXXVI            |
| Ab urbe condita      | 1489                    |
| Armensk kalender     | 185 ԹՎ ՃՁԵ              |
| Kinesiske kalender   | 3432 – 3433 乙亥 – 丙子 |
| Etiopisk kalender    | 728 – 729               |
| Jødisk kalender      | 4496 – 4497             |
| Hindukalendere       |                         |
| - Vikram Samvat      | 791 – 792               |
| - Shaka Samvat       | 658 – 659               |
| - Kali Yuga          | 3837 – 3838             |
| Iransk kalender      | 114 – 115               |
| Islamisk kalender    | 118 – 119               |

Se også 736 (tal)